# Duo Speciale
Duo Speciale je muzički ansambl iz Srbije, sa sedištem u Beogradu. Osnovan je 2014. godine, a čine ga Nikola Pavić (gitara i vokal) Selena Stanković (glavni vokal). U proširenom sastavu redovni članovi su i Ivan Stevanović (harmonika) i Boris Miletić (klavijature).

## Repertoar
Duo Speciale izvodi autorsku muziku, a do sada je objavio nekoliko originalnih pesama. Njihov repertoar obuhvata pesme različitih muzičkih stilova, uključujući evergrine, kao i kompozicije na italijanskom, španskom, francuskom, portugalskom i srpskom jeziku.
Zahvaljujući širokom dijapazonu stranih i domaćih pesama, ansambl je veoma tražen za nastupe na prijemima, korporativnim i privatnim događajima.

## Članovi
- Nikola Pavić – gitara i vokal
- Selena Stanković – glavni vokal
- Ivan Stevanović – harmonika (pridruženi član)
- Boris Miletić – klavijature (pridruženi član)

## Diskografija
- (Singlovi: Ljubavi, Ljubavi 2, Sponzoruša)

## Nastupi
Duo Speciale se pojavio u emisiji *Studio znanja* na RTS‑u, u epizodi emitovanoj 2024 godine.
Snimak je dostupan na [YouTube](https://www.youtube.com/watch?v=VgjyCAoZcOk).
>

## Spoljašnje veze
- Instagram profil
- YouTube kanal
- SoundCloud
- Facebook

1. ↑  RTS, emisija *Studio znanja*, nastup Duo Speciale, YouTube, dostupno od URL VgjyCAoZcOk